# Ångest
För andra betydelser, se Ångest (olika betydelser).

Ångest kan ibland märkas på kroppsspråket.

Ångest eller ångesttillstånd är ett sinnestillstånd som karakteriseras av stark rädsla, nervositet eller oro (enligt Svensk MeSH, ständig känsla av oro, ängslan och överhängande faror), vare sig det är situationsbetingat eller inte, och kan bero på ett mycket verkligt hot såväl som ett helt föreställt hot. Ångest är en helt normal reaktion och de allra flesta upplever ångest då och då. Ångesten i sig är inte farlig även om den kan upplevas som mycket obehaglig.  
Ångest kan vara en sinnesstämning eller ingå som delsymtom i en psykisk störning, till exempel ångeststörning eller depression, bero på en kroppslig sjukdom (exempelvis hjärtinfarkt, giftstruma) eller uppkomma till följd av droger (som akut drogförgiftning eller utsättningsbesvär, jämför substansbetingat ångestsyndrom).

## Symptom
Ångesten yttrar sig fysiskt på samma sätt som rädsla och oro, med arousal, darrningar, muskelspänningar, påverkat andningsmönster, svettningar, palpitationer, blekhet, vidgning av pupillerna, yrsel och svimningskänslor. Dessa kan alltså vara helt normala, men de kan också vara symptom på kroppslig anspänning beroende på exempelvis stress, och bero på ångest. Under ångesten är personen vaksam, misstänksam och spänd på samma sätt som vid flykt- och kamprespons. Stark eller mycket långvarig ångest kan leda till apati och orkeslöshet, eftersom ångesttillstånd är mycket energikrävande. En känsla av ängslan och stark overklighetskänsla (derealisation) finns ofta i samband med stark ångest.

## Orsaker
Ångest är en slags rädsla. Den kan vara adaptiv som inför prestation då total avslappning inte gynnar utfallet bäst. Detta förhållande observerades redan 1908 av Robert Yerkes och John D. Dodson, och kallas därför Yerkes–Dodsons lag. Ångest kan också hjälpa oss att undvika saker som kan skada oss såsom höga höjder eller farliga djur. Ångest är dock inte alltid ren rädsla utan uppblandad ihop med andra känslor. Till exempel skuld när man har ångest över saker man har gjort eller skam inför en situation då man är rädd för att skämmas. Eftersom kroppens signaler är de samma oavsett vad vi är rädda för, riskerar vi att misstolka dem och övertyga oss själva om att något farligt är på väg att hända.
Stress är en vanlig orsak och det finns en stor samsjuklighet med depression. Neuros är ett snarlikt fenomen.
Det finns forskning som visar på att ångest samt depression hos barn är tätt förbundet med anknytningsmönster. Vidare finns det forskning som tyder på att internetbehandling kan fungera väl på ångestsyndrom.

### "Self-regulatory executive function"-modellen
"Self-regulatory executive function"-modellen (S-REF) består av fyra delar där samtliga delar tillsammans skapar psykisk ohälsa. Dessa är:
- Kognitiva uppmärksamhetssyndromet
- Metakognitiva antaganden
- Metakognitiv nivå (på processer i hjärnan)
- Exekutiva funktioner

#### Kognitiva uppmärksamhetssyndromet
Detta innebär att ha ett förlängt fokus på negativa ångestväckande saker. Detta sker antingen genom oro/ruminering, att ha fokus på potentiella hot och/eller att använda sig av copingstrategier som vidmakthåller ett fokus på det negativa. 

#### Metakognitiva antaganden
Dessa är våra uppfattningar om våra tankar, det vill säga våra metakognitioner. Hur vi ser på våra tankar avgör hur vi reagerar på dem och hanterar de som dyker upp. Vi kan ha metakognitiva antaganden om att det är bra att hålla fokus på de negativa tankarna (exempelvis att det är förberedande att oroa sig), att oro är okontrollerbart och/eller att tankar kan medföra en reell fara (exempelvis "om jag oroar mig för mycket kan jag bli galen"). Alla kan få negativa, ångestväckande tankar, men det är våra metakognitiva antaganden som avgör hur vi reagerar på dem och därmed hur de påverkar oss. 

#### Metakognitiv nivå
Detta går ut på att inte vara i tankar och känslor utan att observera dem så som de är utan att engagera sig i dem (då ett engagemang skulle innebära ett utökat fokus på det jobbiga).

#### Exekutiva funktioner
Detta är vår förmåga att rikta vår uppmärksamhet, vilket är avgörande för att styra om uppmärksamheten från det negativa till något annat eller till att se på tankarna ur ett metakognitivt läge.

## Fysiologiska mekanismer
Ångest anses beröra nervbanor i amygdala och hippocampus. Med datortomografi har man kunnat observera att personer som möter obehagliga och potentiellt skadliga stimuli, som till exempel en obehaglig lukt eller smak, får ett ökat blodflöde i dessa delar av hjärnan. I dessa situationer rapporterar försökspersonerna också en lätt ångest. Detta visar att ångest kan vara en skyddsmekanism som är utformad för att hindra att organismen utsätts för fara, till exempel genom att man äter ruttnande föda.
Att förstå vad som faktiskt händer i kroppen är av avgörande betydelse för att slippa ångest. Det handlar inte om en oförklarlig kraft eller en mystisk makt - som det mycket väl kan upplevas som - utan framför allt om en oftast omedveten anspänning. Den yttersta orsaken kan vara (omedvetna) kroppsliga signaler som misstolkas som hotande.

## Ångeststörningar
Inom psykiatrin kategoriseras en grupp ångestrelaterade störningar som ångeststörningar. Dessa inkluderar paniksyndrom med eller utan agorafobi, agorafobi utan paniksyndrom, specifika fobier, social fobi, tvångssyndrom, posttraumatiskt stressyndrom, akut stressyndrom, generaliserat ångestsyndrom och substansbetingat ångestsyndrom.
Ångest kan också vara helt biologiskt betingat och uppkomma som symtom på sjukdom eller droger, se organisk psykisk störning och drogutlöst psykisk störning. I sådana fall orsakar en förändrad hjärnaktivitet (t.ex. abstinens, en hjärntumör eller endokrin rubbning) dessa symtom.

## Existentiell ångest
Ångest är ett centralt begrepp inom den existentiella filosofin. Filosofer som Søren Kierkegaard, Martin Heidegger och Hans-Georg Gadamer framhåller ångesten som en grundsituation i tillvaron. Ångesttillstånd pekar snarare mot att synliggöra frågan om varats och intets mening. Dödsångesten handlar om att eftersom människan kan tänka har hon/han med döden att göra. 
Ett nära samband finns i ångest med känslan att vara trängd och utlämnad åt det främmande. Tillvaron känns kuslig, otrevlig och hemlös. Det är något gåtfullt att kunna närvara, vara vaken och medveten. Människan behöver kvalen för att ge sig själv gestalt. Idag avskiljer sig människan alltmer från naturens helhet genom att "glömma" döden. Människans har även en förmåga att använda logos och språket, vilket innebär att människan har en distans till sig själv. Dessa faktorer ökar livsångesten. Ångesten växer idag vilket kan förstås som att vår tid har ökat människans behov av säkerhet. Religionerna lämnar ett tomrum efter sig när de avlöses av vetenskapen som inte kan ge svar på den utsatthet som finns i tillvaron trots allt. Livsångesten kan sedan driva in oss i ängsligheten samt rädsla och skräck, vilket snarare är psykiatrins område.